# André Hanssen
André Hanssen (Tromsø, 31 januari 1981) is een Noors voetballer. Van 2004 tot 2009 speelde hij voor sc Heerenveen.
Hanssen speelde zijn eerste wedstrijden in het betaald voetbal voor het Noorse FK Bodø-Glimt, waar hij tussen 2001 en 2004 voetbalde. In totaal speelde de middenvelder ruim honderd wedstrijden voor Bodø-Glimt.
In januari 2005 vertrok Hanssen transfervrij naar sc Heerenveen, waar hij een contract tekende tot de zomer van 2008. Op 15 december van dat jaar maakte Hanssen zich onsterfelijk bij de Friese fans door vlak voor tijd de 2-1 aan te tekenen tegen het Bulgaarse Levski Sofia. Door deze treffer verzekerden de Friezen zich van Europees voetbal na de winterstop.
De laatste twee seizoenen kwam Hanssen door twee zware knieblessures niet meer voor de sc Heerenveen in actie. De club verlengde zijn contract in 2008, zodat de Noor in Friesland aan zijn revalidatie kon werken. Hij keerde pas halverwege het seizoen 2008/2009 terug en kwam niet meer aan wedstrijden bij het eerste toe.

## Loopbaan
| seizoen | club            | land       | competitie  | wed. | goals |
| ------- | --------------- | ---------- | ----------- | ---- | ----- |
| 2001    | FK Bodø/Glimt   | Noorwegen  | Tippeligaen | 26   | 1     |
| 2002    | FK Bodø/Glimt   | Noorwegen  | Tippeligaen | 26   | 1     |
| 2003    | FK Bodø/Glimt   | Noorwegen  | Tippeligaen | 23   | 3     |
| 2004    | FK Bodø/Glimt   | Noorwegen  | Tippeligaen | 26   | 1     |
| 2004/05 | sc Heerenveen   | Nederland  | Eredivisie  | 2    | 0     |
| 2005/06 | sc Heerenveen   | Nederland  | Eredivisie  | 10   | 1     |
| 2006/07 | sc Heerenveen   | Nederland  | Eredivisie  | 21   | 0     |
| 2007/08 | sc Heerenveen   | Nederland  | Eredivisie  | 0    | 0     |
| 2008/09 | sc Heerenveen   | Nederland  | Eredivisie  | 0    | 0     |
| 2009    | FK Bodø/Glimt   | Noorwegen  | Tippeligaen | 9    | 0     |
| 2010    | Strømsgodset IF | Noorwegen  | Tippeligaen | 25   | 2     |
| 2011    | Stromsgodset IF | Noorwegen  | Tippeligaen | 5    | 0     |
| Totaal  | Bijgewerkt:     | 27-05-2012 |             | 174  | 11    |

## Erelijst
Heerenveen
- KNVB beker

2009
 Strømsgodset IF
- Noorse beker

2010